# Pu Péo
Dân tộc Pu Péo (tên gọi khác Ka Beo, Pen ti lô lô (Lô Lô bản địa), La quả, tiếng Trung: 布標族; bính âm: Bù biāo zú; Hán Việt: bố phiêu tộc) là một dân tộc thiểu số trong số 54 dân tộc tại Việt Nam .
Người Pu Péo cư trú tập trung ở vùng biên giới Việt - Trung thuộc các huyện Đồng Văn, Yên Minh và Bắc Mê tỉnh Hà Giang, Phú Thọ, Tuyên Quang

## Ngôn ngữ
Tiếng Pu Péo thuộc ngữ chi Kra trong hệ ngôn ngữ Tai-Kadai. Tuy nhiên Người Pu Péo nói giỏi cả các tiếng H'Mông, Quan thoại.

## Dân số và địa bàn cư trú
Người Pu Péo cư trú tập trung tại cao nguyên Đồng Văn, ở các xã Phố Là, Phố Bảng thuộc huyện Đồng Văn, xã Sủng Tráng, huyện Yên Minh tỉnh Hà Giang.
Theo Tổng điều tra dân số và nhà ở năm 2009, người Pu Péo ở Việt Nam có dân số 687 người, phân bố:
Hà Giang (580 người, chiếm 84,4% tổng số người Pu Péo tại Việt Nam), 
Tuyên Quang (48 người), 
Thành phố Hồ Chí Minh (15 người), 
Đồng Nai (11 người)...

## Đặc điểm kinh tế
Người Pu Péo chủ yếu sống bằng nghề làm nương và ruộng bậc thang, trồng ngô, lúa, mạch ba góc, đậu... Trong sản xuất, họ dùng công cụ cày, bừa; dùng trâu, bò làm sức kéo. Lương thực chính trong bữa ăn thường ngày là bột ngô đồ chín.

## Văn hóa

### Tục lệ
Pu Péo là một trong số rất ít dân tộc hiện nay còn sử dụng trống đồng. Trước kia, trống được dùng phổ biến nhưng đến nay họ chỉ dùng trong ngày lễ chay. Theo phong tục Pu Péo, có trống "đực", trống "cái" được ghép với nhau thành cặp đôi. Hai trống treo quay mặt vào nhau, một người đứng giữa cầm củ chuối gõ trống phục vụ lễ cúng.
Mỗi dòng họ có hệ thống tên đệm riêng dùng đặt tên lần lượt cho các thế hệ kế tiếp nhau. Trai gái các họ kết hôn với nhau theo tập tục: Nếu con trai họ này đã lấy con gái họ kia, thì mãi mãi con trai họ kia không được lấy vợ người họ này. Nhiều người dân tộc khác cũng đã trở thành dâu, rể của các gia đình Pu Péo. Nhà trai cưới vợ cho con, sau lễ cưới con gái về nhà chồng. Con cái lấy họ theo cha và người cha, người chồng là chủ nhà.
Nghi thức tang lễ của người Pu Péo gồm lễ làm ma và lễ chay.
Lễ Pặt Oong
Lễ ra đồng hay "pặt oong" là nghi lễ quan trọng. Pặt oong tiếng Pu Péo có nghĩa là làm sạch nước, là phát nước, phát lửa ra đồng đuổi những tà ma, xui xẻo ra khỏi nhà.
Người dân trong bản góp 2 con gà (1 trống, 1 mái), gạo nếp làm bánh để làm lễ cúng chung, dâng lên thần rừng, thần núi, thần nước... cầu những điều tốt đẹp nhất sẽ đến với người dân trong bản trong năm tới. 
Nghi lễ cúng trong các gia đình trong bản xong, thầy cúng chuyển sang cúng thần rừng tại địa điểm chung của bản. Đồ lễ cúng thần rừng dịp này đơn giản hơn lễ cúng thần rừng vào ngày mùng 6 tháng 6 hàng năm, chỉ có 2 con gà, cơm và thịt lợn. Sau khi cúng thần rừng, thần ruộng, thầy cúng cho lập đàn để tiếp tục cúng ma trên trời, ma trên mặt đất và ma lang thang, đồ lễ dâng cúng cũng như cúng thần rừng.

### Nhà cửa
Mặc dù hiện nay người Pu Péo nhà đất là chính. Nhưng họ còn nhớ rất rõ là sau khi đến Việt Nam khá lâu hãy còn ở nhà sàn.
Nhà đất hiện nay rất giống nhà người Hoa cùng địa phương. Nhưng cách bố trí trên mặt bằng sinh hoạt có khác.
Bộ khung thường được làm bằng gỗ tốt, thường thuê thợ người Hán làm. Điểm đáng chú ý là trong nhà của người Pu Péo còn có gác xép. Gác này là nơi để đồ đạc, lương thực... Khi nhà có thêm người thì các con trai, người già lên gác ngủ.

### Trang phục
Có cá tính riêng trong chủng loại trong cách sử dụng và trang trí.
Trang phục nam
Hàng ngày họ mặc áo cánh ngắn loại xẻ ngực, màu chàm. Quần là loại lá tọa cùng màu. Trong dịp lễ, nam giới thường đội khăn chàm quấn theo lối chữ nhân, mặc áo dài xẻ nách phải, màu chàm hoặc trắng.
Trang phục nữ
Phụ nữ Pu Péo thường để tóc dài quấn quanh đầu, cài bằng lược gỗ, hoặc bên ngoài thường đội khăn vuông phủ lên tóc buộc thắt ra sau gáy. Trong ngày cưới cô dâu còn đội mũ xung quanh được trang trí hoa văn theo bố cục dải băng và đính các bông vải. Phụ nữ thường mặc hai áo: áo trong là chiếc áo ngắn cài cúc nách phải, màu chàm không trang trí hoa văn, có đường viền điểm xuyết ở cổ áo, áo ngoài là loại xẻ ngực, cổ và nẹp trước liền nhau, không cài cúc, ống tay áo, nẹp áo và gấu áo được trang trí hoa văn nhiều màu. Váy là loại dài đen, quanh gấu được trang trí hoa văn, hoặc có loại trang trí cả ở giữa thân váy. Phía ngoài váy còn có 'yếm váy' (kiểu tạp dề). Đáng lưu ý chiếc thắt lưng dài màu trắng, hai đầu được trang trí hoa văn màu sặc sỡ trong bố cục hình thoi đậm đặc. Khi mặc váy, hai đầu thắt lưng buông dài xuống hết thân váy. Phụ nữ ưa mang đồ trang sức vòng cổ, vòng tay, đi giày vải.